# Veljko Paunović
Veljko Paunović (serbio cirílico: Вељко Пауновић; Strumica, RFS Yugoslavia, 21 de agosto de 1977) es un exfutbolista y entrenador de fútbol serbio, nacionalizado español. Actualmente es entrenador del Real Oviedo de la Primera División de España.
Como jugador se desempeñaba de centrocampista ofensivo o delantero, comenzó su carrera en el Partizán de Belgrado de la Meridijan Superliga. Pasó gran parte de su carrera en La Liga de España, donde jugó 212 encuentros y anotó 38 goles durante 11 temporadas, gran parte de ellas en el Atlético Madrid. 
Además de jugar en la liga de su país, Paunović jugó en Alemania, Rusia y los Estados Unidos. 
Fue internacional absoluto con la selección de Serbia y Montenegro, donde jugó dos encuentros amistosos en 2002 y 2004 respectivamente. 
Comenzó su carrera como entrenador en las categorías juveniles de la selección de Serbia, donde en 2015 ganó la Copa Mundial de Fútbol Sub-20 con Serbia sub-20.

## Trayectoria

### Como jugador
Se inició en el equipo serbio del Partizán de Belgrado para, tan solo un año después, fichar por el CA Marbella.
En 1996 fichó por el Atlético de Madrid B, teniendo ficha en el primer equipo. Dos años después es cedido al RCD Mallorca y, más tarde, al Real Oviedo.
Se desvincula del Atlético de Madrid en 2002 para fichar por el CD Tenerife, en el que sólo estaría un año ya que en 2003 vuelve al Atlético. 
En el periodo de fichajes de invierno de la temporada 2004-05 ficha por el Hannover 96.
En la temporada 2005-06 fichó por el Getafe CF, en él estuvo dos años ya que en 2007 ficha por el FC Rubin Kazán.
En el periodo de fichajes de invierno de la temporada 2007-08 ficha por la UD Almería de la Primera División de España. Allí sólo estaría 6 meses, ya que el 13 de julio de 2008 fichó por el Partizán de Belgrado.
En diciembre de 2008 anunció su retirada después de encadenar una larguísima racha de lesiones.
El 13 de junio de 2011, luego de tres años fuera del fútbol, firma un contrato con los Philadelphia Union de la MLS americana. Anotó su primer gol con su nuevo equipo al mes siguiente en la victoria 3-2 ante el Chivas USA.
El 19 de enero de 2012, Paunović anunció su retiro por segunda vez.

#### Selección nacional
Paunović debutó con la selección de Serbia y Montenegro el 13 de febrero de 2002 en la victoria 2-1 ante México en un encuentro amistoso. Jugó un segundo amistoso en 2004, un empate 1-1 contra Irlanda del Norte en Belfast, donde anotó un gol.

### Como entrenador
El desarrollo de talentos juveniles marcó el comienzo su carrera como entrenador con distintos representativos menores de la selección de Serbia, donde estuvo a cargo de la sub-18, sub-19 y sub-20. Su punto más alto en esta etapa fue cuando ganó la Copa Mundial de Fútbol Sub-20 de 2015.
Ese título del Mundial Sub-20 le mereció la distinción como Mejor Entrenador de Serbia de 2015.
El estilo de juego de sus equipos le abrió las puertas de la MLS, por lo cual el 24 de noviembre de 2015 fue nombrado nuevo entrenador del Chicago Fire.
En el Chicago Fire tuvo en su plantilla durante 3 temporadas al internacional alemán Bastian Schweinsteiger, quien elogió la idea y el estilo de juego de Paunović.
En 2017 fue elegido como el entrenador del All-Stars de la MLS, que enfrentó al Real Madrid en el Soldier Field.
En agosto de 2020 fue designado como nuevo entrenador del Reading de Inglaterra. Aunque su nombramiento no fue bien aceptado por los seguidores de los Royals, sus resultados inmediatos y estilo de juego cambiaron por completo ese sentimiento e incluso le llevó a ser reconocido como el entrenador del mes de la Championship.
En su segunda temporada con el Reading, Paunović tuvo que lidiar con varias circunstancias y dificultades, entre ellas, las sanciones que la Liga le impuso al club por incumplir el control económico y tener múltiples bajas por lesión en su plantilla.
El 1 de noviembre de 2022, fue presentado oficialmente como Director Técnico de las Chivas de Guadalajara.
Después de dos temporadas al frente de las Chivas, Paunovic anunció su salida de la institución.
El 8 de junio de 2024, fue asignado como director técnico del los Tigres de la Universidad Autónoma de Nuevo León en reemplazo de Robert Dante Siboldi. Fue relegado del banquillo del conjunto mexicano de forma sorpresiva cuando el equipo marchaba tercero en liga en marzo de 2025.
El 26 de marzo de 2025, el técnico volvió a España, esta vez como entrenador, al Real Oviedo, equipo en el que había militado como futbolista dos décadas antes. Sustituyó en el banquillo a Javier Calleja, el cual fue cesado debido a la mala racha de resultados que atravesaba el conjunto carbayón.Tras dirigir 10 partidos y terminar la campaña en 3.ª posición, el equipo jugó la promoción de ascenso a primera división, la cual ganó eliminando a la UD Almería en semifinales y al CD Mirandés en la final, consiguiendo así el ascenso a primera división después de 24 años.

## Vida personal
El padre de Paunović, Blagoje Paunović, también fue futbolista profesional. Jugó para Yugoslavia en la Eurocopa de 1968, y tras su retiro fue entrenador.
Paunović está casado y tiene cuatro hijos. Habla serbio, español, macedonio e inglés.

## Clubes

### Como jugador
| Club                 | País           | Año       | Partidos | Goles |
| -------------------- | -------------- | --------- | -------- | ----- |
| Partizán de Belgrado | Serbia         | 1994-1995 | 13       | 1     |
| CA Marbella          | España         | 1995-1996 | 20       | 2     |
| Atlético de Madrid B | España         | 1996-1998 | 22       | 11    |
| Atlético de Madrid   | España         | 1996-2002 | 70       | 10    |
| RCD Mallorca         | España         | 1998-1999 | 30       | 6     |
| Real Oviedo          | España         | 2001      | 22       | 4     |
| RCD Mallorca         | España         | 2001-2002 | 41       | 3     |
| CD Tenerife          | España         | 2002-2003 | 38       | 18    |
| Atlético de Madrid   | España         | 2003-2005 | 42       | 9     |
| Hannover 96          | Alemania       | 2005      | 7        | 0     |
| Getafe CF            | España         | 2005-2007 | 48       | 14    |
| Rubin Kazan          | Rusia          | 2007      | 18       | 2     |
| UD Almería           | España         | 2008      | 7        | 2     |
| Partizán de Belgrado | Serbia         | 2008      | 17       | 2     |
| Philadelphia Union   | Estados Unidos | 2011      | 17       | 3     |

### Como entrenador
| Equipo                      | Div.                | Temporada           | Liga  | Liga | Liga | Liga | Liga |       | Copa | Copa | Copa | Copa  |   | Internacional | Internacional | Internacional | Internacional | Internacional |   | Otros | Otros | Otros | Otros |     | Totales     | Totales | Totales | Totales | Totales | Totales | Totales | Totales |
| Equipo                      | Div.                | Temporada           | Part. | G    | E    | P    | Pos. | Part. | G    | E    | P    | Part. | G | E             | P             | Pos.          | Part.         | G             | E | P     | Part. | G     | E     | P   | Rendimiento | GF      | GC      | Dif.    |         |         |         |         |
| --------------------------- | ------------------- | ------------------- | ----- | ---- | ---- | ---- | ---- | ----- | ---- | ---- | ---- | ----- | - | ------------- | ------------- | ------------- | ------------- | ------------- | - | ----- | ----- | ----- | ----- | --- | ----------- | ------- | ------- | ------- | ------- | ------- | ------- | ------- |
| Chicago Fire Estados Unidos | 1.ª                 | 2016                | 34    | 7    | 10   | 17   | 20.º | 4     | 2    | 1    | 1    | -     | - | -             | -             | -             | -             | -             | - | -     | 38    | 9     | 11    | 18  | 33.33%      | 49      | 63      | -14     |         |         |         |         |
| Chicago Fire Estados Unidos | 1.ª                 | 2017                | 34    | 16   | 7    | 11   | 3.º  | 2     | 1    | 0    | 1    | -     | - | -             | -             | -             | 1             | 0             | 0 | 1     | 37    | 17    | 7     | 13  | 56.74%      | 62      | 51      | +11     |         |         |         |         |
| Chicago Fire Estados Unidos | 1.ª                 | 2018                | 34    | 8    | 8    | 18   | 20.º | 4     | 2    | 1    | 1    | -     | - | -             | -             | -             | -             | -             | - | -     | 38    | 10    | 9     | 19  | 34.21%      | 55      | 66      | -11     |         |         |         |         |
| Chicago Fire Estados Unidos | 1.ª                 | 2019                | 34    | 10   | 12   | 12   | 17.º | 1     | 0    | 0    | 1    | -     | - | -             | -             | -             | -             | -             | - | -     | 35    | 10    | 12    | 13  | 40%         | 56      | 49      | +7      |         |         |         |         |
| Chicago Fire Estados Unidos | Total               | Total               | 136   | 41   | 37   | 58   | -    | 11    | 5    | 2    | 4    | -     | - | -             | -             | -             | 1             | 0             | 0 | 1     | 148   | 46    | 39    | 63  | 39.86%      | 222     | 229     | -7      |         |         |         |         |
| Reading Inglaterra          | 2.ª                 | 2020-21             | 46    | 19   | 13   | 14   | 7.º  | 3     | 1    | 0    | 2    | -     | - | -             | -             | -             | -             | -             | - | -     | 49    | 20    | 13    | 16  | 49.66%      | 65      | 57      | +8      |         |         |         |         |
| Reading Inglaterra          | 2.ª                 | 2021-22             | 32    | 9    | 5    | 18   | Inc. | 2     | 0    | 0    | 2    | -     | - | -             | -             | -             | -             | -             | - | -     | 34    | 9     | 5     | 20  | 31.37%      | 40      | 67      | -27     |         |         |         |         |
| Reading Inglaterra          | Total               | Total               | 78    | 28   | 18   | 32   | -    | 5     | 1    | 0    | 4    | -     | - | -             | -             | -             | -             | -             | - | -     | 83    | 29    | 18    | 36  | 42.17%      | 105     | 124     | -19     |         |         |         |         |
| Guadalajara · México        | 1.ª                 | 2023-C              | 23    | 12   | 5    | 6    | 2.º  | -     | -    | -    | -    | -     | - | -             | -             | -             | -             | -             | - | -     | 23    | 12    | 5     | 6   | 59.42%      | 34      | 24      | +10     |         |         |         |         |
| Guadalajara · México        | 1.ª                 | 2023-A              | 19    | 9    | 3    | 7    | 1/4  | -     | -    | -    | -    | 2     | 0 | 0             | 2             | FG            | -             | -             | - | -     | 21    | 9     | 3     | 9   | 47.62%      | 24      | 29      | -5      |         |         |         |         |
| Guadalajara · México        | Total               | Total               | 42    | 21   | 8    | 13   | -    | -     | -    | -    | -    | 2     | 0 | 0             | 2             | -             | -             | -             | - | -     | 44    | 21    | 8     | 15  | 53.79%      | 58      | 53      | +5      |         |         |         |         |
| Tigres UANL · México        | 1.ª                 | 2024-A              | 19    | 10   | 5    | 4    | 1/4  | -     | -    | -    | -    | 4     | 3 | 0             | 1             | 1/8           | -             | -             | - | -     | 23    | 13    | 5     | 5   | 63.77%      | 31      | 22      | +9      |         |         |         |         |
| Tigres UANL · México        | 1.ª                 | 2025-C              | 10    | 6    | 1    | 3    | Inc. | -     | -    | -    | -    | 2     | 1 | 0             | 1             | Inc.          | -             | -             | - | -     | 12    | 7     | 1     | 4   | 61.11%      | 19      | 10      | +9      |         |         |         |         |
| Tigres UANL · México        | Total               | Total               | 29    | 16   | 6    | 7    | -    | -     | -    | -    | -    | 6     | 4 | 0             | 2             | -             | -             | -             | - | -     | 35    | 20    | 6     | 9   | 62.85%      | 50      | 32      | +18     |         |         |         |         |
| Real Oviedo · España        | 2.ª                 | 2024-25             | 10    | 7    | 3    | 0    | 3.º  | -     | -    | -    | -    | -     | - | -             | -             | -             | 4             | 2             | 1 | 1     | 14    | 9     | 4     | 1   | 73.81%      | 20      | 9       | +11     |         |         |         |         |
| Real Oviedo · España        | 1.ª                 | 2025-26             | 1     | 0    | 0    | 1    | -    | 0     | 0    | 0    | 0    | -     | - | -             | -             | -             | -             | -             | - | -     | 1     | 0     | 0     | 1   | 0%          | 0       | 2       | -2      |         |         |         |         |
| Real Oviedo · España        | Total               | Total               | 11    | 7    | 3    | 1    | -    | 0     | 0    | 0    | 0    | -     | - | -             | -             | -             | 4             | 2             | 1 | 1     | 15    | 9     | 4     | 2   | 68.89%      | 20      | 11      | +9      |         |         |         |         |
| Total en su carrera         | Total en su carrera | Total en su carrera | 296   | 113  | 72   | 111  | -    | 16    | 6    | 2    | 8    | 8     | 4 | 0             | 4             | -             | 5             | 2             | 1 | 2     | 325   | 125   | 75    | 125 | 46.15%      | 455     | 449     | +6      |         |         |         |         |
| 1. 2. 3. 4.                 |                     |                     |       |      |      |      |      |       |      |      |      |       |   |               |               |               |               |               |   |       |       |       |       |     |             |         |         |         |         |         |         |         |

#### Resumen por competiciones
| Competición                      | Partidos | Ganados | Empatados | Perdidos | %      | Resultado        |
| -------------------------------- | -------- | ------- | --------- | -------- | ------ | ---------------- |
| Major League Soccer              | 136      | 41      | 37        | 58       | 39.22% | 3.er lugar       |
| MLS Cup                          | 1        | 0       | 0         | 1        | 0%     | Ronda preliminar |
| US Open Cup                      | 11       | 5       | 2         | 4        | 51.51% | Semifinales      |
| EFL Championship                 | 78       | 28      | 18        | 32       | 43.59% | 7.º lugar        |
| FA Cup                           | 2        | 0       | 0         | 2        | 0%     | Tercera ronda    |
| EFL Cup                          | 3        | 1       | 0         | 2        | 33.33% | Segunda ronda    |
| Liga MX                          | 71       | 37      | 14        | 20       | 58.68% | Subcampeón       |
| Segunda División de España       | 14       | 9       | 4         | 1        | 73.81% | 3.er lugar       |
| LaLiga                           | 1        | 0       | 0         | 1        | 0%     | En disputa       |
| Copa del Rey                     | 0        | 0       | 0         | 0        | 0%     | En disputa       |
| Liga de Campeones de la Concacaf | 2        | 1       | 0         | 1        | 50%    | Primera ronda    |
| Leagues Cup                      | 6        | 3       | 0         | 3        | 50%    | Octavos de final |
| TOTAL                            | 325      | 125     | 75        | 125      | 46.15% | 1 Título         |

## Palmarés

### Como jugador

#### Campeonatos nacionales
| Título                     | Club                 | País   | Año     |
| -------------------------- | -------------------- | ------ | ------- |
| Primera División de España | Atlético de Madrid   | España | 1995-96 |
| Copa del Rey               | Atlético de Madrid   | España | 1995-96 |
| Supercopa de España        | RCD Mallorca         | España | 1998-99 |
| Superliga de Serbia        | Partizán de Belgrado | Serbia | 2008-09 |
| Copa de Serbia             | Partizán de Belgrado | Serbia | 2008-09 |

### Como entrenador

#### Campeonatos internacionales
| Título                        | Club          | País          | Año  |
| ----------------------------- | ------------- | ------------- | ---- |
| Copa Mundial de Fútbol Sub-20 | Serbia sub-20 | Nueva Zelanda | 2015 |